# Bhutan op de Olympische Zomerspelen 1984
Bhutan nam deel aan de Olympische Zomerspelen 1984 in Los Angeles, Verenigde Staten. Het was de eerste keer dat het land deelnam aan de spelen. In deze eerste deelname werden geen medailles gewonnen.

## Deelnemers en resultaten
(m) = mannen, (v) = vrouwen 

### Boogschieten
| Olympiër         | Discipline | Resultaat | Prestatie                                                                       |
| ---------------- | ---------- | --------- | ------------------------------------------------------------------------------- |
| Thinley Dorji    | mannen     | 53e       | 1e ronde: 53e met 1134 punten 2e ronde: 49e met 1164 punten totaal: 2298 punten |
| Nawang Pelzang   | mannen     | 55e       | 1e ronde: 56e met 1118 punten 2e ronde: 54e met 1103 punten totaal: 2221 punten |
| Chendup Tshering | mannen     | 60e       | 1e ronde: 60e met 1021 punten 2e ronde: 60e met 976 punten totaal: 1997 punten  |
|                  |            |           |                                                                                 |
| Karma Chhoden    | vrouwen    | 46e       | 1e ronde: 46e met 1048 punten 2e ronde: 46e met 1038 punten totaal: 2086 punten |
| Sonam Chuki      | vrouwen    | 43e       | 1e ronde: 42e met 1122 punten 2e ronde: 44e met 1072 punten totaal: 2194 punten |
| Rinzi Lham       | vrouwen    | 44e       | 1e ronde: 44e met 1106 punten 2e ronde: 43e met 1077 punten totaal: 2183 punten |